# Décès en 1138
Décès
- 1134
- 1135
- 1136
- 1137
- 1138
- 1139
- 1140
- 1141
- 1142

Cette page dresse une liste de personnalités mortes au cours de l'année 1138 :
- 25 janvier : Anaclet II, considéré comme antipape.
- 11 février : Vsevolod de Pskov, Prince de Novgorod, saint patron de la ville de Pskov.
- 2 mars : Bernard Garin, abbé de Saint-Victor, archevêque d'Arles et légat du pape.
- vers le 11 mai : Guillaume II de Warenne, 2e comte de Surrey, lord du rape de Lewes et seigneur de Bellencombre et Mortemer dans le duché de Normandie (aujourd'hui en Haute-Normandie).
- 27 mai : Hadmar I de Kuenring (en), noble d'Ostarrîchi.
- 22 août : Gospatrick II de Dunbar, comte de Dunbar.
- 28 octobre : Boleslas III le Bouche-Torse, duc de Pologne.

- Amhlaoibh Mór mac Fir Bhisigh (en), religieux, poète et historien irlandais.
- Ar-Rachid, ou Abû Ja`far ar-Râchid bi-llah al-Mansûr ben al-Fadhl al-Mustarchid, 30e calife abbasside de Bagdad.
- Arwa al-Sulayhi, reine yéménite, de la dynastie des Sulayhide.
- Avenpace (Ibn Bâjja), philosophe, médecin, astronome, géomètre, musicien et poète andalou.
- Baudouin de Rama, seigneur de Rama.
- Christian of Clogher (en), ou Gilla Críst Ua Morgair - Croistan Ó Morgair, évêque de Clogher (en) (Irlande), frère de Malachie d'Armagh (auteur de la prophétie des papes).
- Thiou de Morigny, religieux et chroniqueur français.
- Ermengarde de Zutphen, comtesse de Zutphen.
- Gérard de Clairvaux, militaire puis religieux français, frère de Bernard de Clairvaux.
- Hugues de Chaumont, connétable de France.
- Kiya Buzurg-Ummîd, chef de la secte des Assassins (ismaïliens) d’Alamût.
- Lý Thần Tông, empereur du Đại Việt (ancêtre du Viêt Nam).
- Rodolphe de Saint-Trond, moine bénédictin de l’abbaye de Saint-Trond en Belgique, chroniqueur et compositeur musical.
- Someshvara III (en), roi des Chalukya occidentaux.
- Suero Vermúdez (en), noble des Asturies.
- Tancrède de Bari, prince normand du royaume de Sicile, prince de Bari et de Tarente.
- Isaac Tzétzès, philologue byzantin.

## Crédit d'auteurs
- Cet article est partiellement ou en totalité issu de l'article intitulé « 1138 » (voir la liste des auteurs).